# St. Martin (Mühlingen)

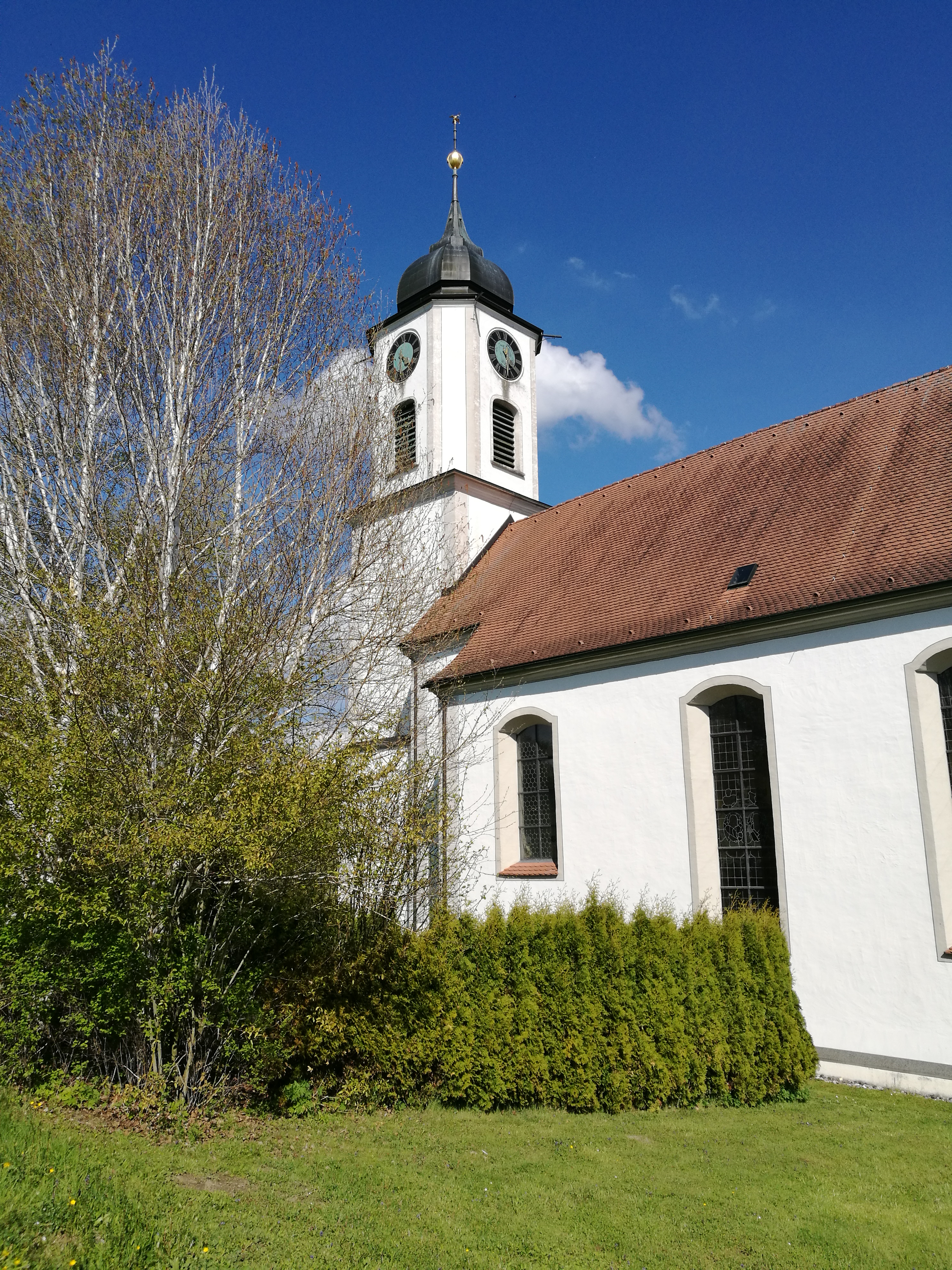
St. Martin in Mühlingen

Die römisch-katholische Pfarrkirche St. Martin steht in Mühlingen, einer Gemeinde im Landkreis Konstanz in Baden-Württemberg. Das Bauwerk ist mit der zugehörigen Ausstattung und der hohen Stützmauer beim Landesamt für Denkmalpflege Baden-Württemberg als Baudenkmal eingetragen. Die Kirchengemeinde gehört zum Dekanat Konstanz im Erzbistum Freiburg.

## Geschichte
1275 bestand bereits eine Pfarrei mit Pfarrkirche in Mühlingen. Seitdem lag die Kirche stets nordöstlich des Dorfkerns an erhöhter Stelle. Zum Ende des 15. Jahrhunderts war die Pfarrei möglicherweise abgegangen und viel später neu errichtet worden. Erhalten ist von ersten Bau nur noch der untere Teil des Turms, im Kern aus dem 13. Jahrhundert. 1742 wurde die Kirche als baufällig und zu klein beschrieben, später dann weitgehend abgebrochen.

## Beschreibung
Die heutige barocke Saalkirche wurde 1747 mit einem Langhaus und einem eingezogenen, gerade geschlossenen Chor im Norden erbaut, vor der Stirnwand des Chors blieb der Kirchturm erhalten. Er wurde mit einem Geschoss, das die Turmuhr und den Glockenstuhl beherbergt, mit abgeschrägten Ecken aufgestockt und mit einer Zwiebelhaube bedeckt. Die Weihe der neuen Pfarrkirche erfolgte am 16. Juni 1747 durch den Konstanzer Weihbischof Carl Joseph Fugger (1708–1769).

### Ausstattung
Der Innenraum ist mit einer Flachdecke überspannt. Zur Kirchenausstattung gehören bzw. gehörten ein Hochaltar und zwei nicht mehr vorhandene Seitenaltäre, die Joseph Anton Feuchtmayer um 1747 bis 1750 gebaut hatte.
Die in Feuchtmayers Werkstatt hergestellten Skulpturen zeigen zwei Leuchterengel, den heiligen Florian, eine Büste des heiligen Jakobus, den heiligen Georg sowie eine Büste des heiligen Wendelins.

### Orgel
Die Orgel wurde 1882 von den bewährten Hofener Orgelbauern Martin und Michael Braun gebaut und nach dem goldenen Schnitt disponiert: sieben Register im Hauptwerk, vier im Hinterwerk und drei im Pedal.
| I. Manual C–f3 |                 |       |
| 1.             | Lieblich Gedekt | 16′   |
| 2.             | Principal       | 8′    |
| 3.             | Principalflöte  | 8′    |
| 4.             | Viola di Gamba  | 8′    |
| 5.             | Oktave          | 4′    |
| 6.             | Kleingedekt     | 4′    |
| 7.             | Mixtur IV       | 2 ⁄3′ |

| II. Manual C–f3 |              |    |
| 8.              | Gedekt       | 8′ |
| 9.              | Flauto dolce | 8′ |
| 10.             | Salicional   | 8′ |
| 11.             | Gemshorn     | 4′ |

| Pedal C–c1 |           |     |
| 12.        | Subbaß    | 16′ |
| 13.        | Violonbaß | 16′ |
| 14.        | Oktavbaß  | 8′  |

- Coppeln: II/I, III/I, III/II, I/P, II/P, III/P

### Geläut
Im Glockenstuhl hängen heute vier Glocken. Zur historischen Glocke von 1754, der „Benediktusglocke“ aus dem großen Salemer Geläut des Wiener Gießers Johann Scheichel, wurden 1962 von der Heidelberger Glockengießerei drei neue Bronzeglocken hinzugegossen.
| Glocke | Name             | Durchmesser | Masse  | Schlagton (HT-1⁄16) | Gießerei                        | Gussjahr |
| ------ | ---------------- | ----------- | ------ | ------------------- | ------------------------------- | -------- |
| 1      | –                | 1117 mm     | 912 kg | f′ ±0               | Heidelberger Glockengießerei    | 1962     |
| 2      | –                | 983 mm      | 621 kg | g′ ±0               | Heidelberger Glockengießerei    | 1962     |
| 3      | –                | 878 mm      | 493 kg | a′ -2               | Heidelberger Glockengießerei    | 1962     |
| 4      | Benediktusglocke | 730 mm      | 250 kg | c″ ±0               | Glockengießerei Scheichel, Wien | 1754     |

## Pfarrer
Hinweis: unvollständige Liste!
| Name                               | Lebensdaten                                       | Amtszeit                    | Bemerkung/en |
| Franciscus Banwartt                | † 21.9.1675 in Mühlingen                          | 1664 bis 1675               | Initiator der Mühlinger Kirchenbücher |
| M. Antonius Mayer                  |                                                   | 1675 bis 1727               | |
| Johann Jakob Stutzenberger         | * 20.5.1695 in Feldkirch † 24.1.1749              | 5/1730 bis 1/1749           | erste heilige Messe gelesen in Feldkirch am 5. Mai 1720; von 1727 bis 1730 Pfarrvikar in Mühlingen |
| Joseph Anton Winter                |                                                   | 1749                        | aus Winterspüren; Vikar |
| Johann Ferdinand Bechtle           | * 19.10.1719 in Stockach                          | 6/1749 bis 1/1757           | erste heilige Messe gelesen in Stockach am 14. Juni 1744 |
| Cassian Dominikus Ignaz Riedmiller |                                                   | 1/1758 bis 11/1765          | aus Hall in Tirol; von Januar 1757 bis Januar 1758 Pfarrvikar in Mühlingen |
| Ignaz Mathes                       | † 15.4.1778                                       | 12/1765 bis 8/1774          | |
| Fidel Breinlinger                  |                                                   | 9/1774 bis 7/1779           | Pfarrvikar |
| Josef Ignaz Knoll                  |                                                   | 7/1779 bis 7/1807           | aus Mengen |
| Johann Evangelist Brielmaier       |                                                   | 8/1807 bis 12/1807          | Pfarrvikar |
| Paul Theodor Stattmüller           | * 19.11.1767 in Schönthal                         | 1/1808 bis 5/1822           | Ausbildung an der Universität Mainz und im Kloster Schönthal; 1792 in Würzburg das Weihesakrament erhalten; Benediktinermönch im Kloster Schönthal |
| Schafheitlin                       |                                                   | 5/1822 bis 12/1822          | Pfarrverweser |
| Landwehr                           |                                                   | 1/1823 bis 5/1823           | Pfarrverweser |
| Johann Baptist Jüstle              |                                                   | 5/1823 bis 11/1829          | |
| Johann Bonifaz Jaeckle             |                                                   | 11/1829 bis 5/1830          | Pfarrverweser und Pfarrkurator |
| Josef Maier                        | † 1838 in Mühlingen                               | 5/1830 bis 1833/38          | aus Rottweil; sein Grabstein befindet sich an der Außenwand der Kirche |
| J. B. Eberle                       |                                                   | 9/1833 bis 9/1834           | Vikar |
| Xaver Hund                         |                                                   | 10/1834 bis 4/1836          | Vikar |
| Karl Weltin                        | *16.11.1792 in Konstanz † 30.6.1864 in Mainwangen | 10/1838 bis 7/1843          | im März 1818 das Weihesakrament erhalten; Vikar in Feldkirch im Breisgau, ab 1823 Vikar im Kloster St. Trudpert, ab Oktober 1828 Pfarrverweser in Mittelzell, ab Februar 1829 Pfarrer in Hödingen, ab Juli 1832 Pfarrer in Mühlhausen, Mühlingen, ab Juli 1843 Pfarrer in Schwandorf, dann Pfarrer in Mainwangen |
| Emil Otter                         | * 19.12.1840 in Hausen                            | 7/1878 bis 8/1892           | Priesterweihe am 21. Juni 1863; Vikar in Hohentengen und Furtwangen, Pfarrverweser in Gütenbach, Pfarrer in Tannheim und Kappel, Benefiziat in Überlingen, dann Mühlingen |
| Otto Heidel                        |                                                   | 11/1905 bis 2/1920          | Priesterweihe am 1. Juli 1897 |
| Eugen Reinhard                     |                                                   | 2/1920 bis 4/1920           | Vikar |
| Alfred Gerich                      |                                                   | 6/1924 bis 9/1925           | Priesterweihe am 6. Juli 1910; Divisionspfarrer während des Ersten Weltkriegs; Pfarrverweser |
| Friedrich Wilhelm Fleck            |                                                   | 10/1936 bis 6/1949          | Priesterweihe am 2. Juli 1912; von April bis Oktober 1936 Pfarrverweser in Mühlingen |
| Franz Deppe                        | * 28.8.1903 † 13.1.1957                           | 12/1952 bis 1/1957          | Priesterweihe am 29. Mai 1930; ab Juni 1949 Pfarrverweser in Mühlingen; sein Grabstein befindet sich an der Außenwand der Kirche |
| Friedrich Dezenter                 |                                                   | 1970 bis 1992               | von 1952 bis 1992 auch Pfarrer von Gallmannsweil und Pfarrer/Pfarrverweser in Mainwangen |
| Hartwig-Michael Benz               |                                                   | 1992 bis 2001 2001 bis ???? | Pfarrer in Mühlingen, Mainwangen und Gallmannsweil; ab Juli 2001 Pfarrer der Seelsorgeeinheit Mühlingen; Dekan des Dekanats „Östlicher Hegau“ |